# Kasteel De Mot (Ternat)
Kasteel De Mot is oorspronkelijk een waterkasteel, omgeven door een slotgracht, gebouwd in 1719. Het is gelegen in Ternat (België), een gemeente in Vlaams-Brabant, en wisselde vaak van eigenaar. Uiteindelijk komt het in de handen van het gemeentebestuur van Ternat terecht die het als gemeentehuis liet inrichten.

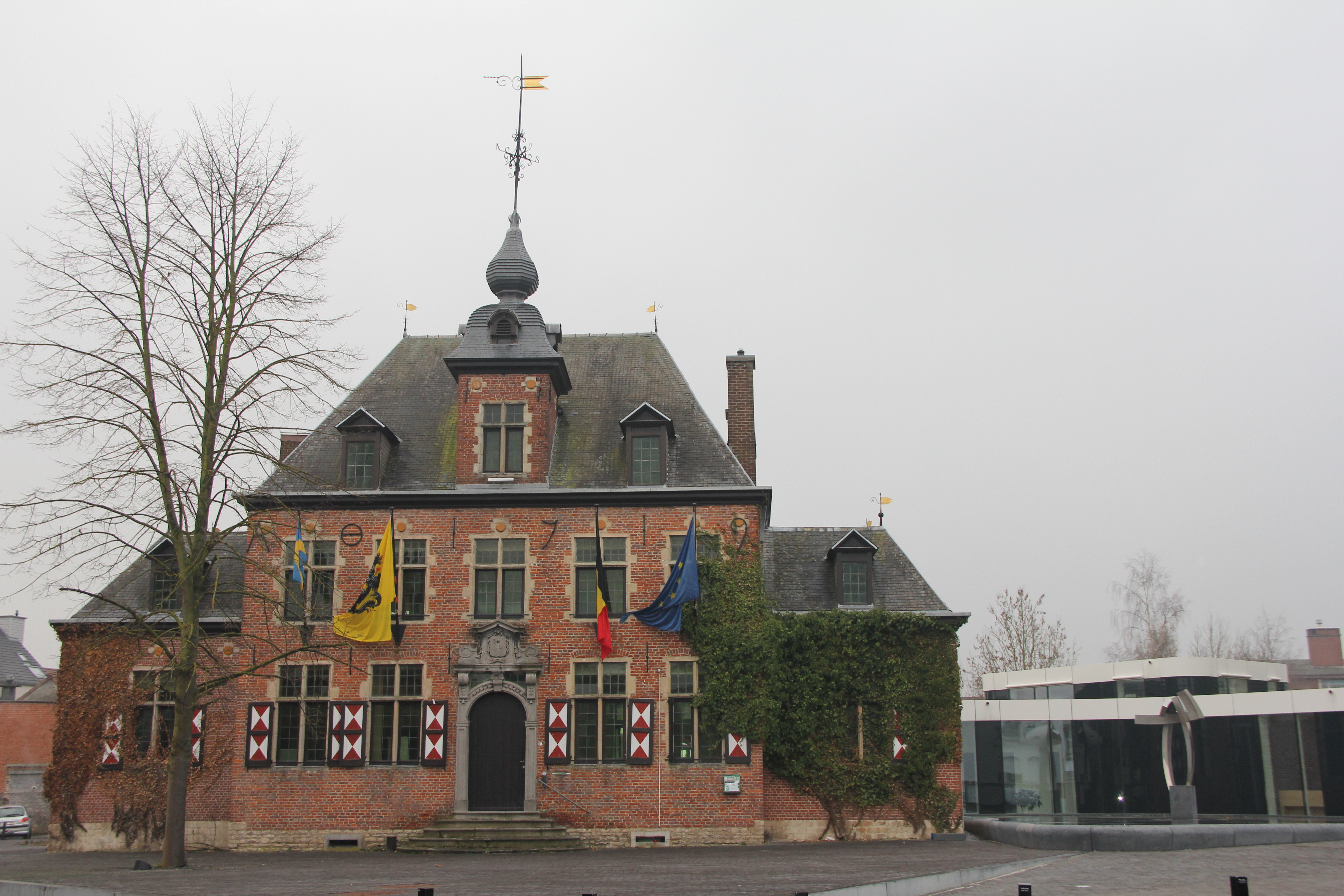
Kasteel De Mot

## Middeleeuws herenhuis
Op de plaats waar in 1719 het bakstenen kasteeltje De Mot werd opgericht stond voorheen een middeleeuwse versterking, een mot of mottekasteel genoemd, zo blijkt uit archiefstukken van de dienst erfgoed Vlaams-Brabant. Deze mot was omgeven door een brede slotgracht, zo kan men nog zien op historische kaarten zoals de kaart van de Oostenrijkse Nederlanden van graaf Ferraris die tussen 1771 en 1778 werd gerealiseerd. De gracht zou tussen 1860 en 1870 gedempt zijn. Op de kadasterkaart van Popp, die uit die tijd dateert, staat ze nog vermeld. Na de sloop van het middeleeuwse herenhuis werd in 1719 een renaissancekasteel opgetrokken door de bouwheer Sebastianus De Heze. Hij behield de mottestructuur.

## Architectuur
Het gebouw is een voorbeeld van de Vlaamse renaissance-stijl. '1719', het jaar van voltooiing, prijkt op de voorgevel. Het voormalig omwaterd kasteel is in traditioneel baksteenmetselwerk opgetrokken met gebruik van een zandstenen (lage) plint en arduinen onderdelen.
Het dubbelhuis heeft vijf traveeën en twee verdiepingen, afgedekt met een hoog leien schilddak met houten dakkapellen. De middelste travee loopt uit op een vierkant torentje met galmgaten. De ingangsdeur heeft een arduinen omlijsting. Boven de portiek, de beeltenis van Sint-Gertrudis onder een druiplijst. Gertrudis is een vroeg-middeleeuwse heilige en abdis. Aan beide zijden flankerende bijgebouwtjes met een travee, één verdieping, en een leien schilddak opgetrokken in dezelfde bak- en zandsteenstijl dateren uit de 19e en 20e eeuw. De recentere aanhorigheden (gebouw met platte daken) hebben vermoedelijk gekopieerde of hergebruikte rondboogdeuren die dateren uit de 18e eeuw.

## Van Motte tot kasteel
Van de vroegere geschiedenis van Ternat en bijgevolg ook van de eigenaars van de Motte is er weinig archief terug te vinden. Door het bombardement door Lodewijk XIV in 1695 zijn er veel gebouwen in de as gelegd waaronder ook het gebouw waar het archief van Ternat in ondergebracht was. Vanaf de 2e helft van de 17e eeuw is er weer archiefmateriaal in het Rijksarchief voorhanden. Vanaf 1770 worden de kopieën van de verkoopsaktes in het oude gemeentehuis bewaard. De motte heeft verscheidene eigenaars gehad. De oudst bekende eigenaar van de Motte is de Brusselaar, Jan Van Cutsem dewelke getrouwd was met Maria van de Voorde. Zij waren eigenaar tot 1673. Vanaf 1825 is Jan-Baptist De Wolf uit Aalst samen met zijn vrouw Joanna Catharina Plas de eigenaar. Na het overlijden van zijn vrouw op 19 november 1845 verkoopt hij het kasteel aan het gemeentebestuur van Ternat. In 1845 is het gebouw ingericht in Kasteel De Mot.

## Het kanon
Na de Eerste Wereldoorlog (1914-1918) bleef er een Duits kanon, alias "Mörser 10", achter. Het tuig werd geplaatst op het terrein dat gelegen was voor het oude gemeentehuis in de nabijheid van de publieke pomp. De 21 cm Mörser 10 was de voorganger van de zwaardere "Dikke Bertha". Dit "oorlogssouvenir" wordt op bevel van de hogere militaire overheid in 1934 weggehaald.

## Steenput

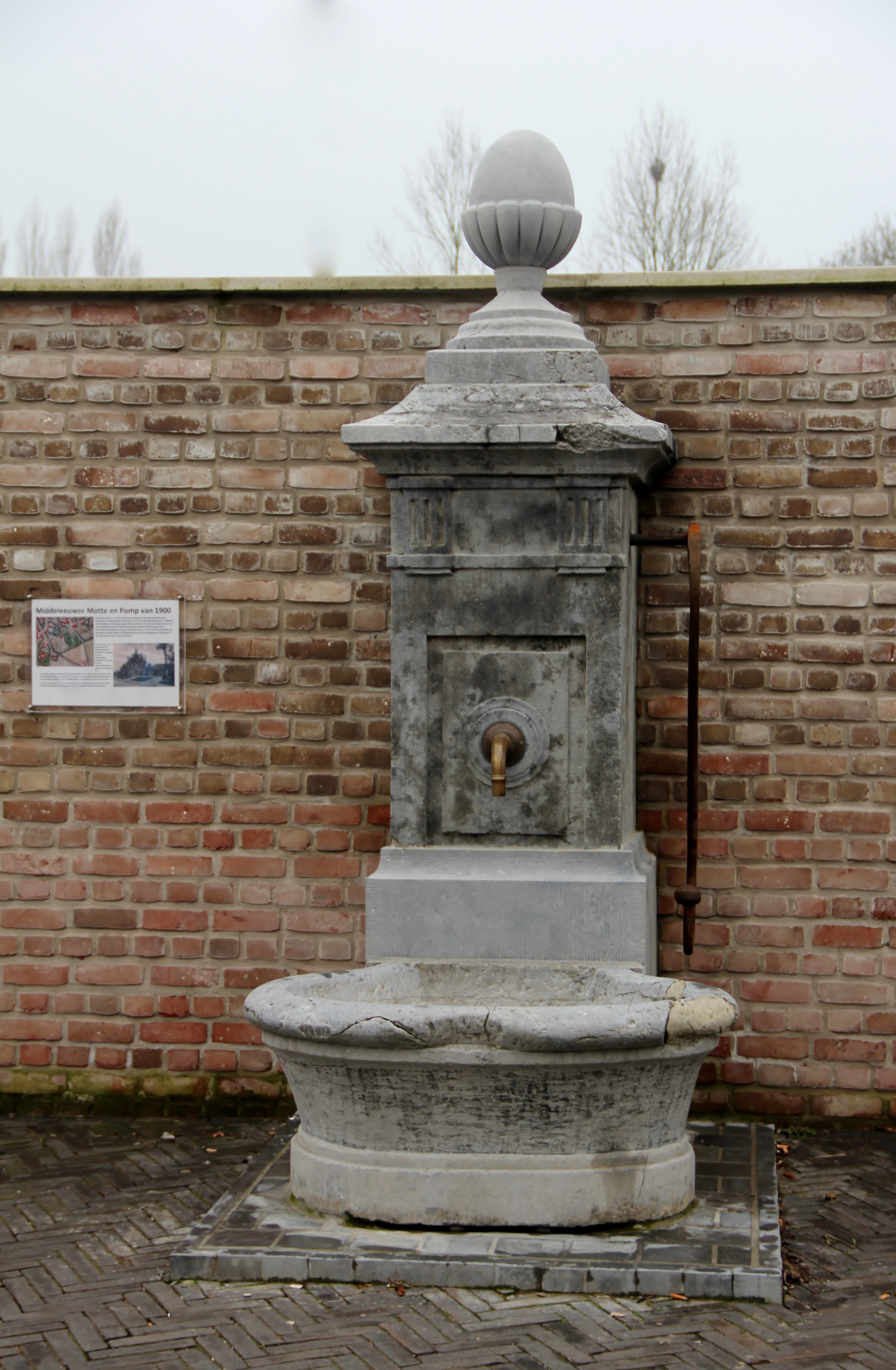
De gerestaureerde pomp van het oude gemeentehuis

In zitting van 17 mei 1894 besliste de gemeenteraad een "steenput" te plaatsen voor het gemeentehuis "aangezien het water van den tegenwoordigen put onzuiver en ongezond was”. Aan de hand van oude prentkaarten blijkt dat het echter nog zes tot negen jaar duurde eer de nieuwe steenput werd gerealiseerd. Omstreeks 1900–1903 werd de sierlijke arduinen pomp boven op de put geplaatst zo blijkt uit oude prentkaarten uitgegeven door Nels en L. Lagaert , waarop de pomp nog niet aanwezig is, en een prentkaart uitgegeven door Schailléé (oude serie) waarop de pomp wel al te zien is.

## Het nieuwe gemeentehuis alias Gemeentehuis

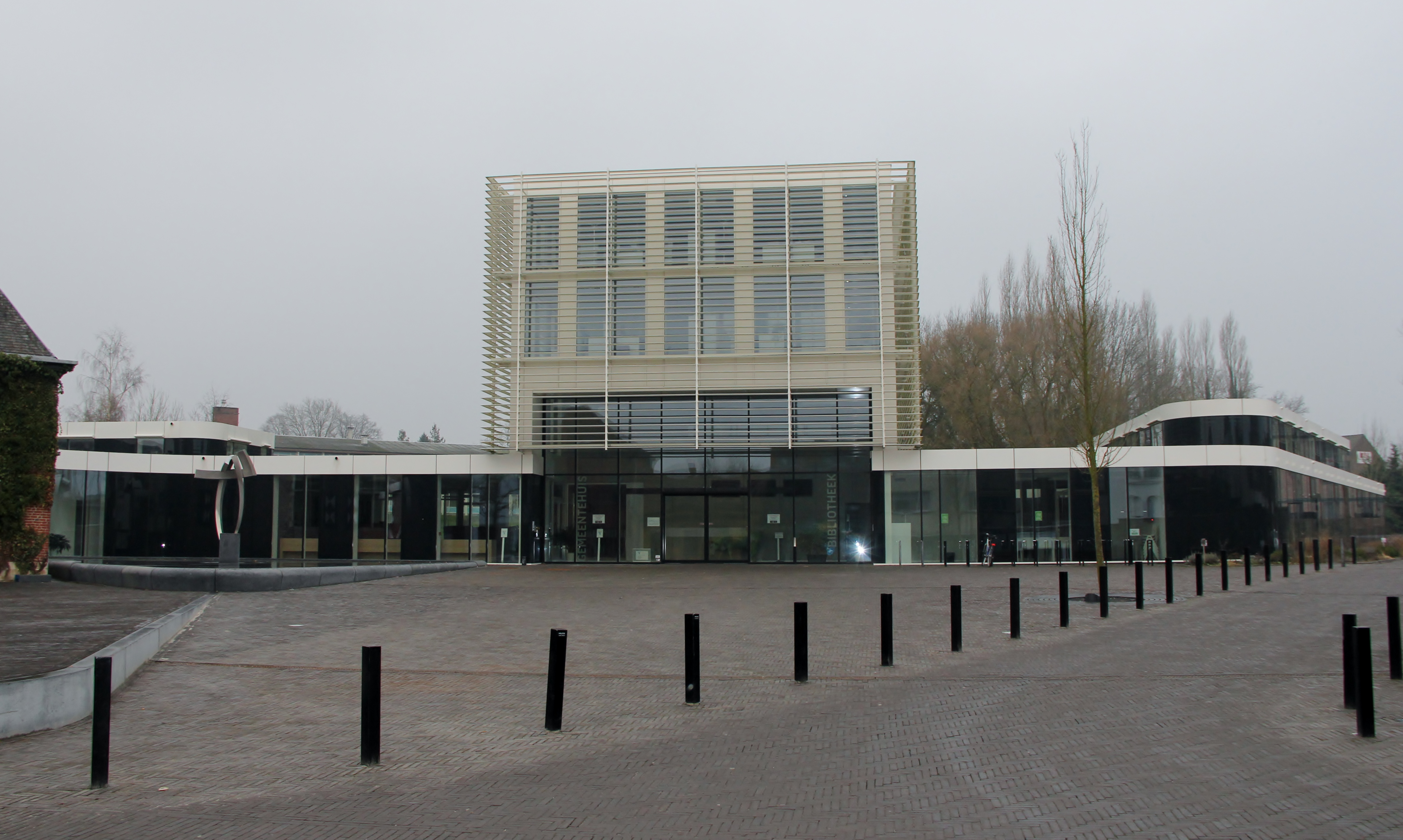
Het (nieuwe) Gemeentehuis

In 1850 wordt het kasteel omgebouwd tot gemeentehuis. Ze bewaren het gebouw in zijn oorspronkelijke staat tot het einde van de 19e eeuw en dichtten de wallen om achteraan en in de tuin klaslokalen te bouwen. Vanaf 1 januari 1977 fungeert het gebouw als gemeentehuis voor (Groot) Ternat. De muren met poorten met 18de-eeuwse bogen aan weerszijden van het gemeentehuis vormen de afsluiting van en toegangen tot de speelplaats van de gemeenteschool. Bij de bouw van het nieuwe gemeentehuis werden de 19e-eeuwse gemeenteschoolgebouwen afgebroken en verhuisde de pomp naar het gemeentelijk depot voor de restauratie ervan. Na de restauratie werd de pomp op 10 september 2016 teruggeplaatst niet ver van de oorspronkelijke inplantingsplaats. Aan de pomp wordt een bord geplaatst met wat uitleg over de historische site. Op 29 mei 2015 opent het nieuwe gemeentehuis van Ternat. De gemeente ging op zoek naar een nieuwe naam voor het gemeentehuis via een wedstrijd onder de inwoners. Uit 69 inzendingen koos het gemeentebestuur voor de naam: ‘Gemeentehuis’. 10 miljoen euro heeft het gebouw gekost. Het is een passiefbouw met allerhande technische snufjes, beton, glas en open ruimtes. Ook de bibliotheek is hier gevestigd.

## Categorisering
Het oude gemeentehuis is beschermd als monument omwille van het algemeen belang door de historische en de artistieke waarde.

### Beschermd monument
Sinds 5 maart 1958 is het als beschermd monument 'Gemeentehuis Ternat' geklasseerd.

### Erfgoed in België
Sinds 5 oktober 2009 is Kasteel De Mot geregistreerd als bouwkundig erfgoed.